# Stortorget

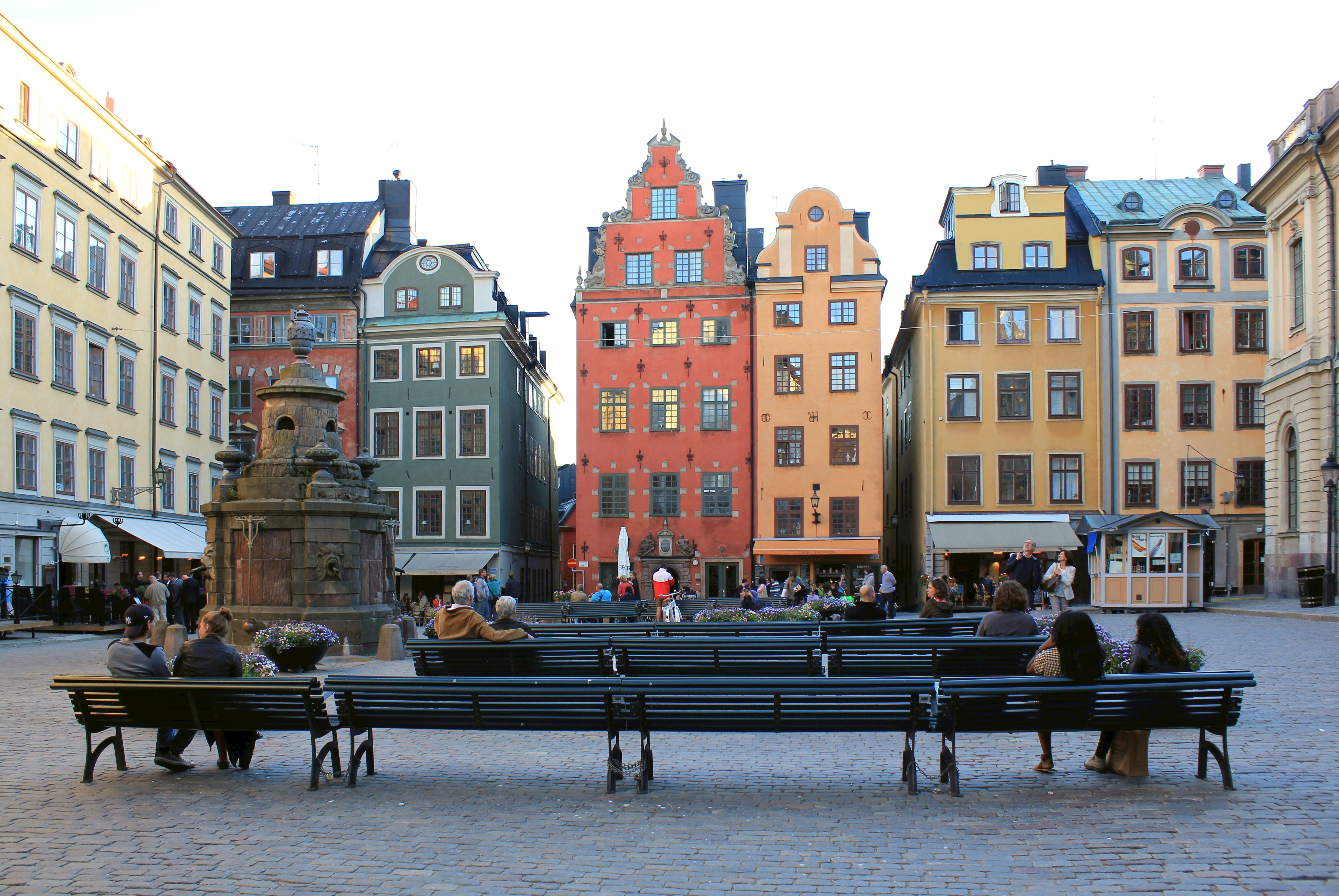
Stortorget en junio de 2013.

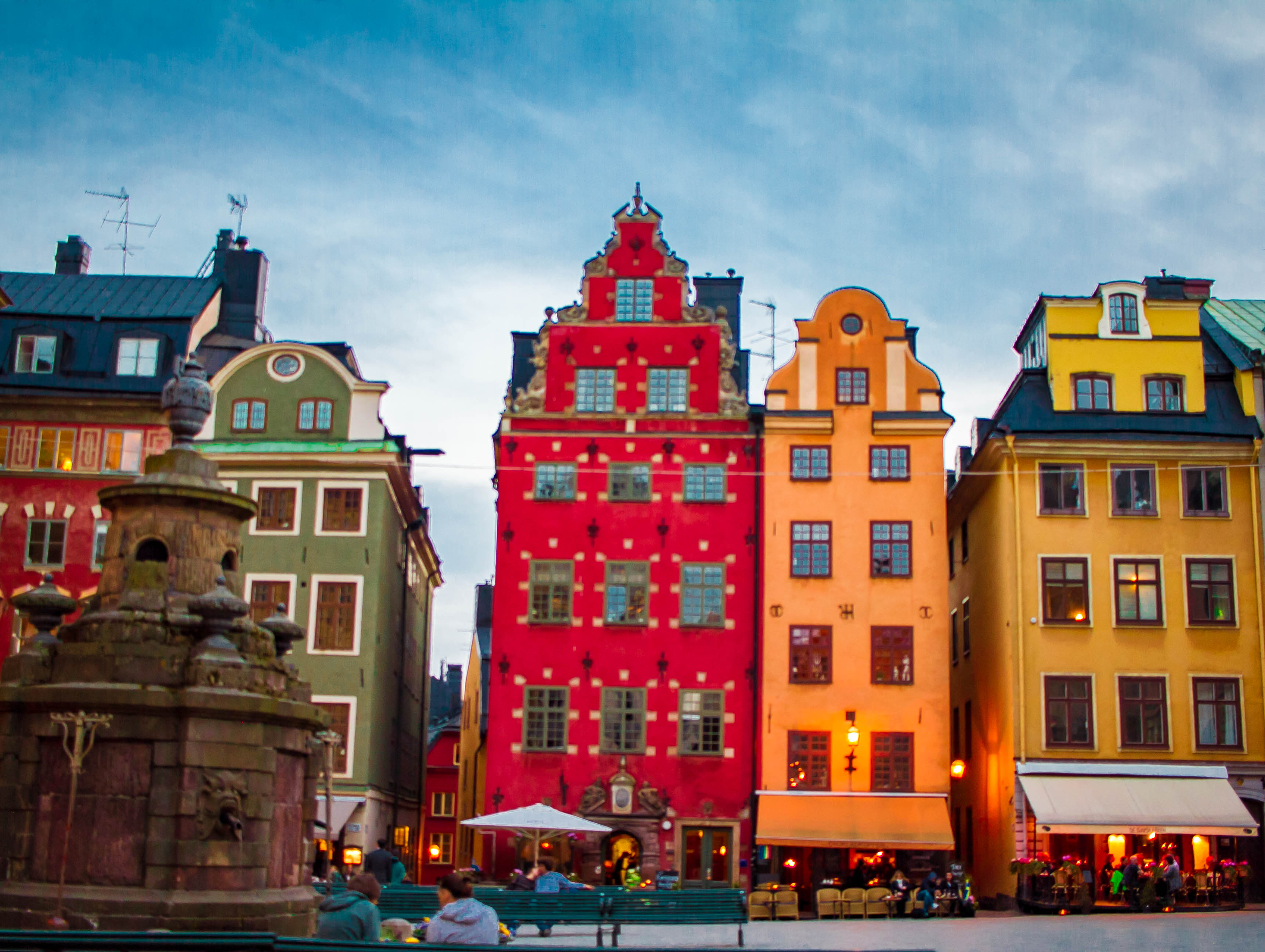
Stortorget en mayo de 2016.

Stortorget (ˈstuːrtɔrjɛt, «Gran Plaza») es una plaza situada en Gamla Stan, el centro histórico de Estocolmo, Suecia. Es la plaza más antigua de la ciudad, el núcleo histórico alrededor del cual se desarrolló gradualmente la aglomeración urbana medieval. Actualmente, la plaza es frecuentada por miles de turistas diariamente, y es ocasionalmente escenario de manifestaciones y actuaciones. Es conocida por su mercado navideño anual, que ofrece productos artesanales y comida tradicionales.

## Edificios y estructuras notables

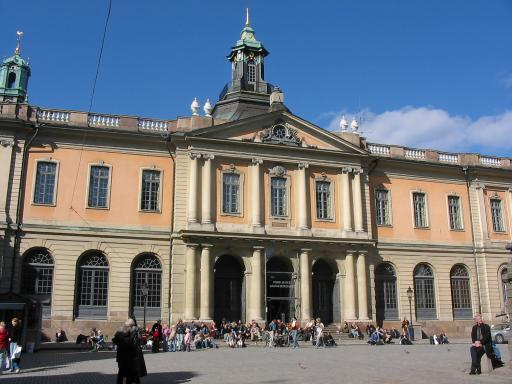
Fachada del Börshuset.

Situada en el centro de la meseta de Stadsholmen, la plaza nunca fue la elegante pieza de museo que ocupaba el centro de muchas otras ciudades europeas durante la Edad Media; se creó gradualmente, los edificios que rodean la plaza, que aún está inclinada hacia el oeste, ocasionalmente se construían desordenadamente. La excepción es el Börshuset, que ocupa el lado norte de la plaza y oculta la Catedral y el Palacio Real.

### Börshuset y el pozo

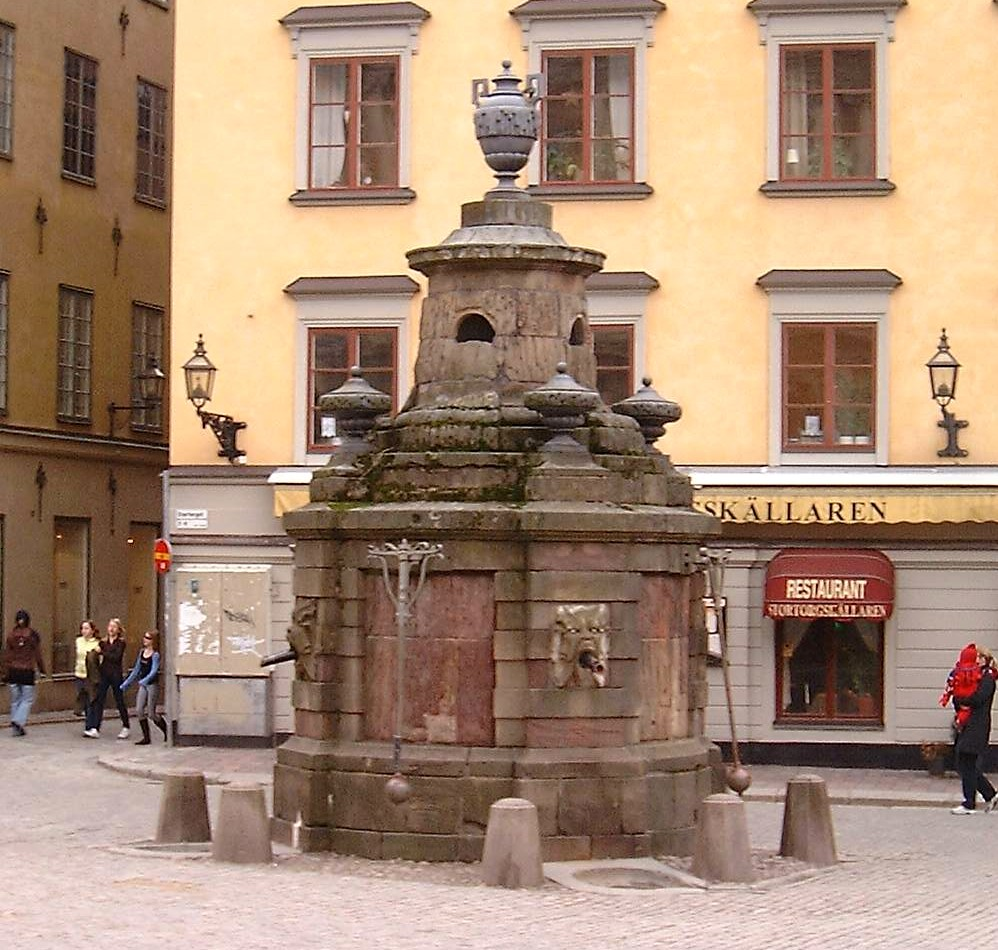
El pozo.

En la actualidad, en Stortorget se sitúa la Börshuset, que alberga la Academia Sueca, el Museo Nobel y la Biblioteca Nobel. Diseñado por Erik Palmstedt y construido entre 1773 y 1776, sustituyó el ayuntamiento que había ocupado la parcela desde hacía varios siglos y fue trasladado primero al Palacio Bonde y luego al actual Palacio de Justicia en 1915. La planta del edificio, de estilo rococó francés, es un trapecio, cuya esquina redondeada amplía en gran medida los callejones laterales. Aunque el edificio está diseñado generalmente como un palacio privado, el frontón central y la cúpula con linterna que corona el edificio subrayan su condición pública. La cerrada primera planta, que alberga la Academia Sueca, contrasta con la apertura de la planta baja, un contraste realzado durante la restauración realizada en los años ochenta.
El pozo actual de la plaza también fue diseñado por Palmstedt y construido en conexión con el nuevo Börshuset. Sin embargo, se secó en 1856 debido al ajuste postglacial. Fue trasladado a Brunkebergstorg, pero se devolvió a su ubicación original en los años cincuenta y actualmente está conectado con las conducciones de agua de la ciudad.

### Número 3-5

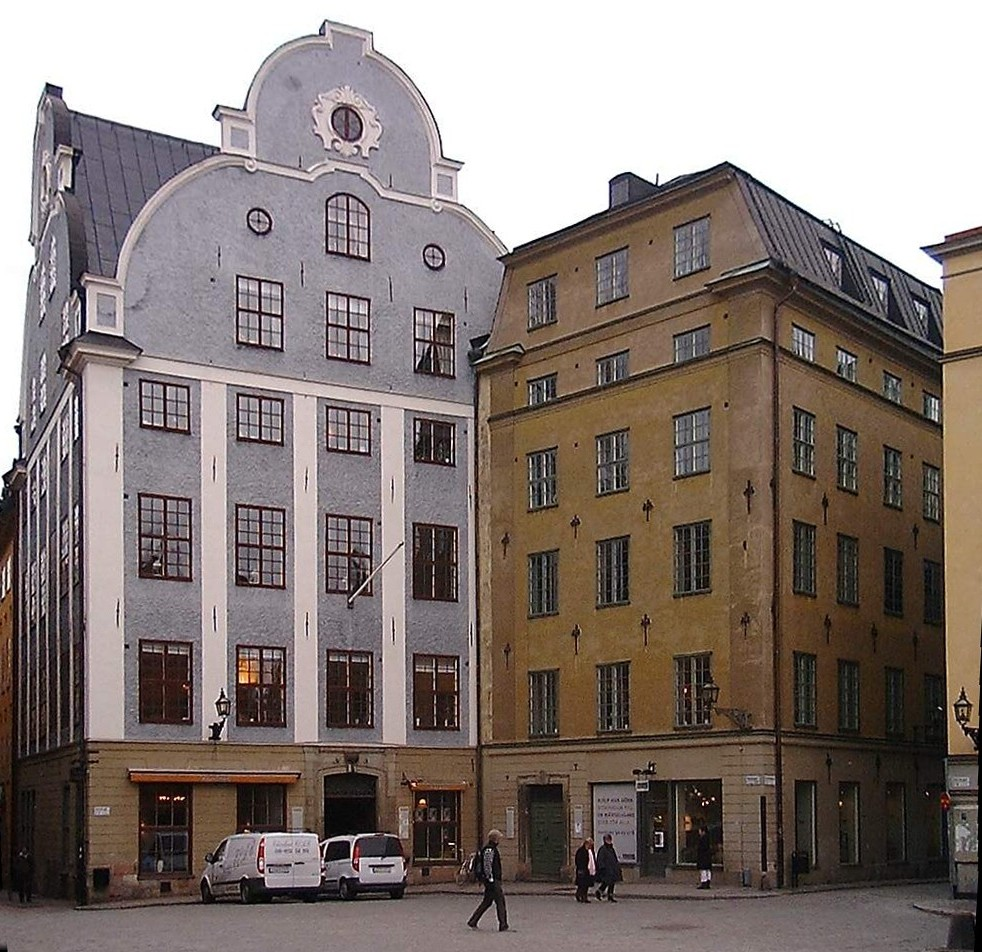
Número 3-5.

El edificio Número 3, en el lado derecho de Köpmangatan, fue construido por el comerciante Hans Bremer en la década de 1640 y originalmente tenía cairns puntiagudos. Todavía conserva las bóvedas de arista originales y una inscripción en alemán en el vestíbulo de entrada. Sin embargo, el edificio se llama actualmente Grillska huset en honor al orfebre Antoni Grill, que emigró de Augsburgo a Suecia en la década de 1680, durante la época de Gustavo Adolfo, para fundar la dinastía Grill, que afirmaba descender de la familia Grillo de Génova, y compró el edificio, que permenecería en las posesiones de la familia durante más de un siglo. 
Los gabletes con forma de trébol fueron añadidos en 1718 junto con el color azul y el portal rococó. El miembro más destacado de la dinastía fue el comerciante Claës Grill (1705–1767), líder de la Compañía Sueca de las Indias Orientales, propietario de varios bancos y muchas industrias mineras y empresas navieras, además de ser un gran coleccionista de arte. Actualmente el edificio es la sede de la Stockholm's City Mission, una organización benéfica cristiana independiente dedicada a ayudar a los ciudadanos sin hogar y en riesgo de exclusión con comida, alojamiento y educación, que también tiene asesorías y otros centros en otros lugares del centro histórico.
En la tienda de segunda mano en el Número 5 hay vigas pintadas de la década de 1640 que muestran a animales, flores y frutas. Hay muchos techos restaurados como este en Gamla stan, pero este es uno de los pocos que es accesible al público. En la primera planta está la llamada Bullkyrkan, donde la City Mission ofrece servicios cada domingo junto con bollos, sándwiches y café. El reverendo Karl-Erik Kejne, que trabajó en la iglesia en los años cincuenta, dijo en la radio pública que trabajar allí fue un encargo agradecido ya que los sin techo llenaban la iglesia mientras que en otras congregaciones brillaban por su ausencia.

### Número 7

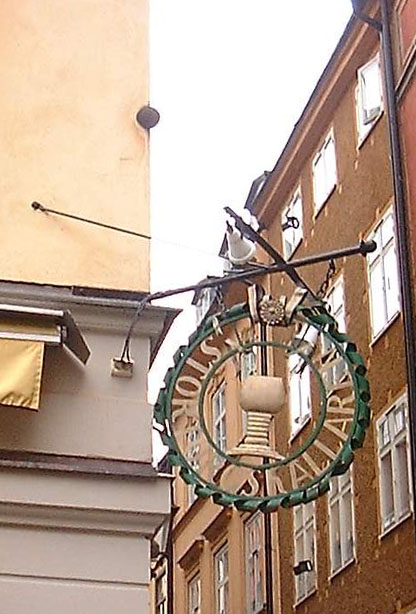
Bola de cañón y letrero en el Número 7.

Hasta mediados del siglo XV el lado sur de la plaza albergaba tiendas de madera en los espaciosos sótanos, en los cuales los campesinos mantenían sus provisiones y preparaban comidas. Entre los numerosos ocupantes históricos del edificio estuvo el aventurero Filip Kern de Meissen, Sajonia, que trabajó como barbero y maestro constructor para el Rey Juan III y se sospecha que envenenó al Rey Erico XIV. Durante el reinado de Gustavo Adolfo, vivió en el edificio el comerciante holandés Abraham Cabiljau, uno de los fundadores y primeros alcaldes de Gotemburgo. El fabricante de pelucas francés Jean Bedoire compró el edificio en 1682 y, al igual que su hijo y tocayo, que dio su nombre al callejón Bedoirsgränd, hizo una fortuna comerciando vino, sal y hierro.
Fue reconstruido completamente en 1937, cuando se unieron las fachadas de los tres edificios situados al sur de la plaza. Desde 1944 ocupa los tres edificios de la manzana el Mäster Olofsgården, fundado como un centro juvenil por el sacerdote Gabriel Grefberg en 1931 cuando Gamla stan era principalmente una zona marginal. Pronto el número de actividades creció para incluir ancianos, madres, scouts, trabajadores y muchos otros grupos más. Tras una generosa donación, la organización pudo reunir sus actividades en su ubicación actual en 1944. En la actualidad sus servicios incluyen estudios sobre la historia del centro histórico y la «Sociedad de Gamla stan» (Gamla stan sällskapet).
La bola de cañón en la esquina de Skomakargatan, según la leyenda popular, se remonta al Baño de sangre de Estocolmo de 1520, cuando fue disparada al rey danés Cristián el Tirano. Sin duda, es más probable que la incorporara a la pared uno de los primeros propietarios y posteriormente se pusiera de nuevo en su lugar después de cada restauración. El restaurante en la planta baja, Stortorgskällaren, está construido sobre un sótano medieval, parte del cual data del siglo XV. Según algunas fuentes, esta fue la ubicación de la taberna Spanska druvan («La uva española»), la taberna conocida más antigua de Estocolmo, que era según la tradición frecuentada por el Rey Juan III cuando quería mezclarse con los plebeyos.

### Número 14-22

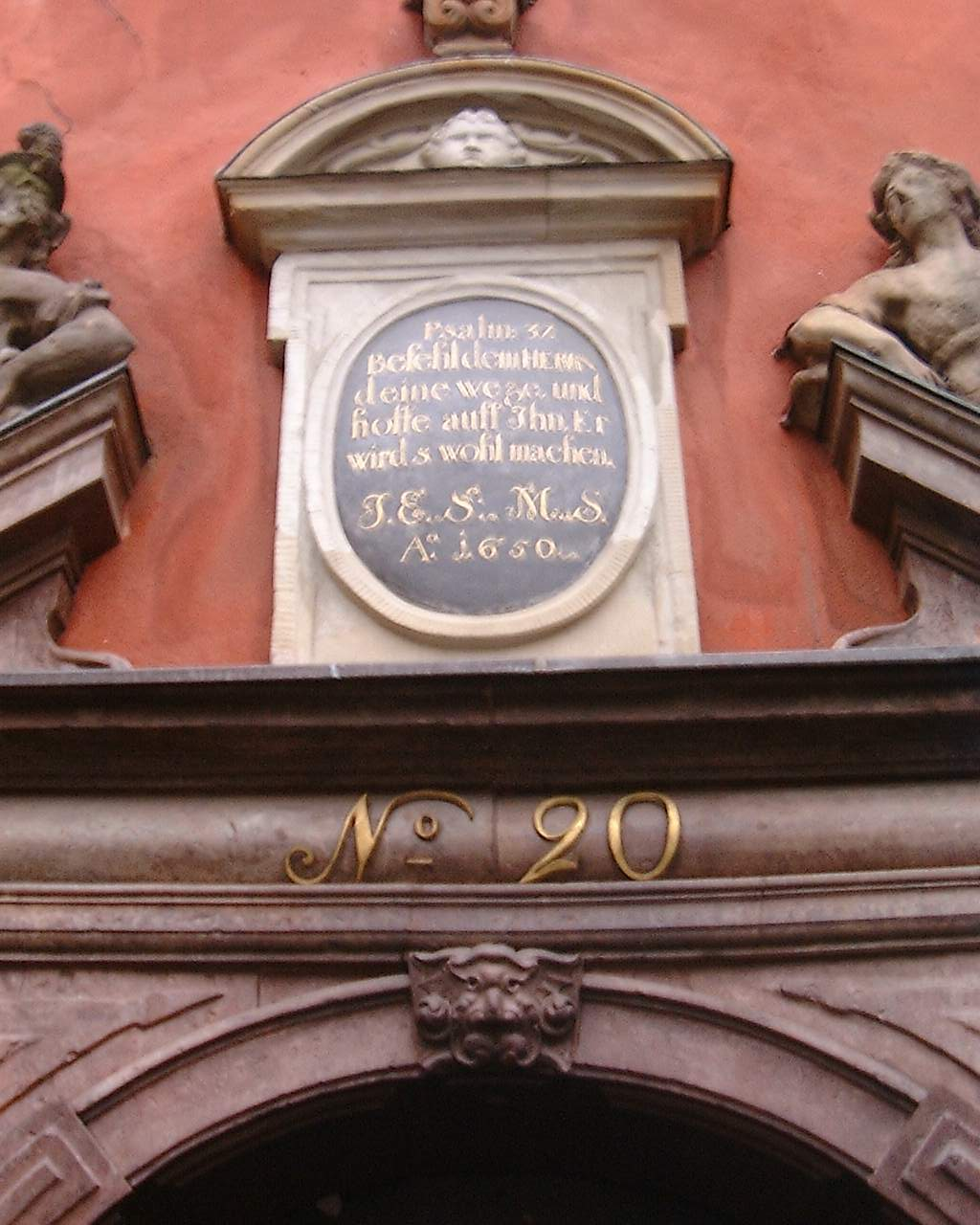
Inscripción sobre la puerta principal de 20 citando Salmos 37:5 en alemán: Befiehl dem Herrn deine Wege und hoffe auf ihn, er wirds wohl machen. («Encomienda tu camino al Señor, confía en él y él actuará.»)

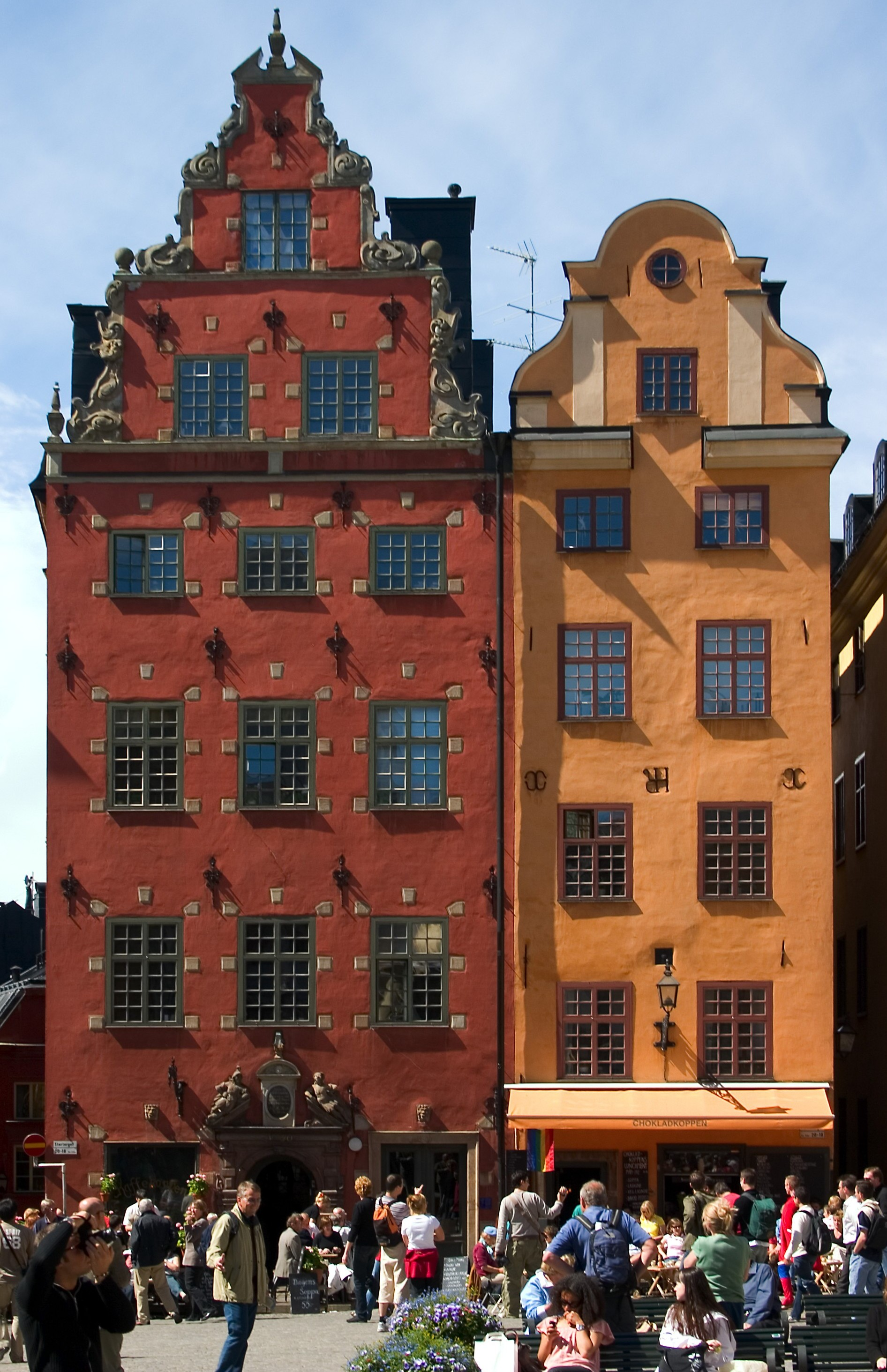
Números 18 y 22.

Los edificios en el lado oeste son los únicos ocupados por particulares.
El Número 22, el edificio verde en el lado izquierdo de Kåkbrinken, es de 1758 pero se eleva sobre paredes medievales. Fue ocupado por el concejal Johan Berndes, que desarrolló la producción sueca de cobre en el siglo XVII, y posteriormente por el sajón Polycarpus Crumbügel, amigo cercano del Rey Carlos XI, que causó la llamada reducción, en la que una parte importante de la nobleza sueca perdió su estamento. Durante una excavación arqueológica en 1998, se descubrió en el sótano una cámara abovedada que mide 1,8×1,6 metros y tenía un canal que según se cree lo conectaba con retretes y fregaderos de cocina en el edificio. Junto con algunos tubos de madera encontrados cerca de Kornhamnstorg, es una de las pocas indicaciones que contradicen la visión tradicional del Estocolmo medieval como un lugar repulsivo donde la suciedad y los desperdicios llenaban las calles.
Los edificios en el Número 18-20 fueron fusionados en el siglo XVII y posteriormente nombrados en honor a Johan Eberhard Schantz, el secretario de Carlos X Gustavo, que también añadió el gablete escalonado y el gran portal en el edificio de la derecha. Algunas partes del interior todavía reflejan el lujo que rodeaba al secretario real. En ocasiones se cree que las 82 piedras blancas en el número 20, llamado Ribbinska huset o Schantzka huset,  simbolizan las cabezas cortadas por el rey danés en 1520. Sin embargo, la casa fue construida antes de 1479, año en el cual aparece en registros históricos. El primero de los nombres se refiere al concejal Bo Ribbing, que dio la propiedad a Schantz en 1627, quien añadió las piedras el año siguiente.
El edificio en el Número 14-16 está nombrado en honor a Asclepio, hijo de Apolo y semidiós de la medicina, lo que refleja la presencia de la «Farmacia del Cuervo» (Apoteket Korpen) en esta dirección durante más de trescientos años. Mientras seguía presente en Västerlånggatan, a solo unas manzanas de distancia, la farmacia se estableció en Stortorget en 1638 cuando el farmacéutico de la corte Philip Schmidt ofreció no solo medicinas en esta dirección, sino también golosinas y vino caliente. En el callejón Solgränd todavía se pueden encontrar las iniciales del farmacéutico de 1764 y su esposa en la pared. La farmacia se trasladó a su ubicación actual en 1924.

### Calles y callejones
Desde Stortorget se extienden calles históricas en todos los puntos cardinales: Kåkbrinken se extiende hacia el oeste hacia Västerlånggatan. Skomakargatan y Svartmangatan se extienden hacia el sur hacia Tyska Brinken y Kindstugatan. Köpmangatan, paralela a Trädgårdsgatan al sur, conduce hacia el este hacia Köpmantorget, Köpmanbrinken y Österlånggatan, y era la única calle que conducía hasta Fisketorget, una antigua plaza y durante siglos la más grande de Estocolmo. Además, varios callejones conectan con las manzanas que rodean la plaza: en el lado norte, Trångsund y Källargränd conducen a Storkyrkobrinken y Slottsbacken a ambos lados del Börshuset. En el lado oeste, tres callejones (Solgränd, Ankargränd y Spektens gränd) conducen a Prästgatan.

## Historia
Las excavaciones arqueológicas en Kåkbrinken han mostrado que la roca madre original se encuentra directamente bajo el pavimento cerca de Stortorget, mientras que hacia el oeste se sitúa gradualmente a más profundidad hasta alcanzar unos 12–15 metros a lo largo de la orilla oeste, por lo que es razonable suponer que la plaza, todavía suavemente inclinada, continúa reflejando la forma de la isla original.
Las excavaciones en la plaza en 1995 y 1997 mostraron que la plaza medieval se encuentra solo medio metro por debajo de los adoquines actuales. Justo encima de la capa más profunda se encontraron monedas de los reinados de Magnus Ladulås y Birger Magnusson junto con piezas de cerámica de la misma época. Hay tres capas adicionales de adoquines que datan de la Edad Media, mientras que una capa de carbón justo debajo del nivel más bajo de adoquines ha sido datada por radiocarbono a 1066-1320. Más restos superficiales indican que a finales del siglo XIII ocupaban la zona simples cobertizos, hasta que fueron destruidos por un incendio a principios del siglo XV, mientras que los restos de un edificio más antiguo se cree que son de 1024-1291.
La plaza empezó como un cruce donde convergían las calles que cruzaban la isla, un naciente sistema viario que con el tiempo se desarrolló en torno a los todavía presentes callejones Köpmangatan, Svartmangatan, Skomakargatan, Kåkbrinken, Trångsund y Källargränd. En torno a 1400, la ciudad tenía unos seis mil habitantes y empezaron a construirse edificios de piedra alrededor de la plaza. La presencia de comerciantes y el pozo en la plaza la hicieron un lugar natural de encuentro. El nombre actual aparece por primera vez en registros históricos como stora torghit en 1420 y como stoor tårgeett en 1646.

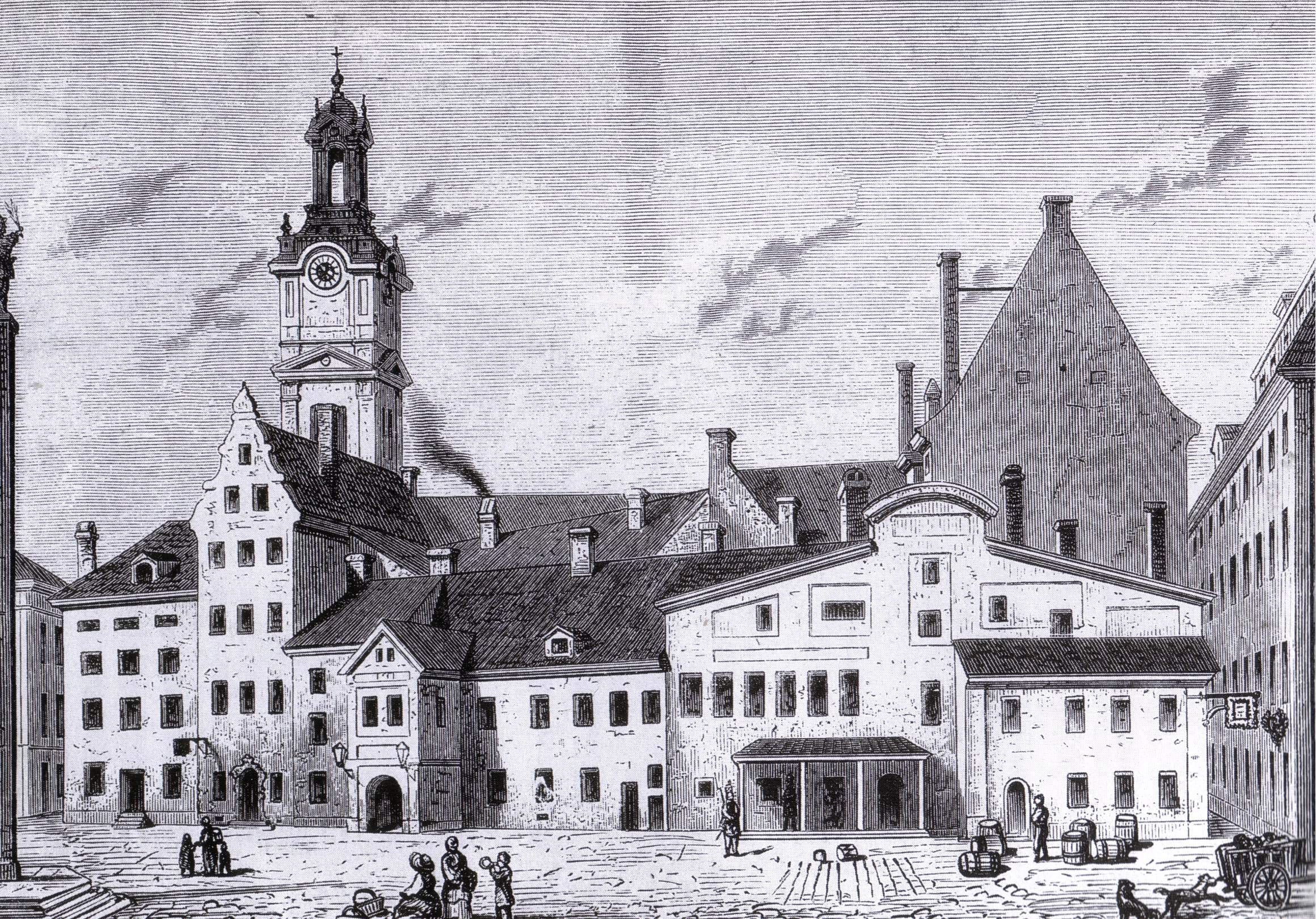
Rådstugan dibujada por Erik Palmstedt en 1768. Puede verse la picota Kåken a la izquierda y los callejones entonces extremadamente estrechos Trångsund y Källargränd flanquean el ayuntamiento.

Los decretos proclamados dos veces al año desde el ayuntamiento, llamado Rådstugan, situado antiguamente en el lado norte de la plaza, junto con manifestaciones recurrentes, como la de Engelbrekt Engelbrektsson, líder de la Rebelión Engelbrekt (1434–1436), hicieron de la plaza un lugar importante políticamente. Debido a que la presencia alemana en la ciudad fue muy importante durante mucho tiempo, el ayuntamiento se componía a partes iguales por ciudadanos suecos e inmigrantes alemanes. Los comerciantes, todos burgueses, dominaban la asamblea y en ocasiones se confiaba a los artesanos comisiones menores, mientras que el resto de ciudadanos estaban completamente excluidos de cualquier influencia. Estocolmo era en la época una ciudad pequeña comparada con las espléndidas ciudades continentales. El ayuntamiento de la ciudad se reconstruyó en 1419 después de un incendio y se expandió gradualmente durante un período de quinientos años hasta su traslado al Palacio Bonde en 1732. Durante esta época era un edificio se cuatro plantas compuesto por varios edificios diferentes que formaban un complejo coherente. En la tercera planta había custodias conocidas como Siskeburen, Loppan, Vita märren, Vita hästen, Gamla Rådstugan, Skottkammaren y Nya kölden. En el sótano estaba la bodega de la ciudad, al lado de la memorable taberna Storkällaren (llamada así por su cercanía a Storkyrkan)
En el centro de la plaza estaba la picota llamada Kåken, mencionada por primera vez en conexión con los llamados «asesinatos de Käpplinge» (Käpplingemorden) en la primera mitad del siglo XV: la historia de un grupo de burgueses alemanes que atraparon a un gran número de ciudadanos prominentes en una cabaña en Blasieholmen (llamada en la época Käpplinge) y los quemaron dentro. Se dice que se llevó a los alemanes del Palacio Real a la picota. Originalmente la picota estaba colocada sobre una prisión de ladrillo en la que el verdugo mantenía al sentenciado antes de encadenarlo y azotarlo, o incluso cortarle las orejas, dependiendo de la naturaleza de sus crímenes. La picota se trasladó a la actual Norrmalmstorg en 1771 cuando se completaron el Börshuset y el actual pozo.
Stortorget fue el escenario del Baño de sangre de Estocolmo en noviembre de 1520, cuando, durante tres días, el rey danés-sueco Cristián II decapitó y colgó a noventa personas. Esta acción se llevó a cabo a pesar de la tregua proclamada por la Reina Kristina Gyllenstierna tras cuatro meses de sitio danés. Sin embargo, el rey danés no fue responsable directamente del acto. El arzobispo Gustav Trolle, destronado y encarcelado por el regente Sten Sture el Viejo, que murió durante el sitio, quería obtener una compensación, por lo que durante la coronación del rey danés, se confrontó a los invitados prominentes con el auto de procesamiento del arzobispo y posteriormente fueron condenados por blasfemia. Todas las sentencias de muerte se iban a realizar a la vez, por lo que se despejó la plaza al mismo tiempo que un toque de queda obligó a todos los ciudadanos a estar dentro de sus casas. Los verdugos decapitaron arzobispos, consejeros, nobles y magistrados de la ciudad indiscriminadamente, incluidos Erik Johansson Vasa, padre del rey sucesor Gustavo Vasa, que escapó del destino de su padre escondiéndose. Todos los cuerpos fueron quemados en Södermalm junto con el cuerpo del regente Sten Sture. El rey danés, satisfecho por haber pacificado Suecia, volvió a Dinamarca en diciembre, mientras ignoraba la naciente insurrección en Dalarna.
A finales del siglo XIX la clase trabajadora sueca aún no tenía representación en el Parlamento ni en el Ayuntamiento. Un comité formado en 1892 instó en vano al ayuntamiento a contrarrestar el desempleo y aliviar la angustia de los trabajadores iniciando obras públicas además de tomar otras medidas. La manifestación laboral de 1892 se fijó el 1 de febrero, cuando el consejo municipal tenía una reunión en el Börshuset. Para evitar la prohibición de manifestaciones de 1848, los manifestantes se reunieron en varios lugares para unirse en la plaza. Según se acercaban a los concejales y otros peces gordos en Slottsbacken, fueron detenidos por la policía para que no llegaran a la plaza. Sin embargo, los callejones que la rodean pronto fueron atascados por los manifestantes, y el cordón tuvo que ceder el paso a la multitud, cuyos gritos y canciones de protesta llenaron rápidamente la plaza. El futuro primer ministro Hjalmar Branting se vio involucrado en una disputa antes de que la multitud amenazara con entrar en el Börshuset desde Trångsund. La policía posteriormente recibió ayuda de la Guardia Real, que hizo huir a los manifestantes por los callejones para escapar de los caballos y los sables. Docenas de ellos fueron arrestados, pero una consecuencia de la manifestación fue una creciente conciencia entre los políticos sobre la situación de la clase trabajadora.